# ساتورو أوكادا
ساتورو أوكادا (باليابانية: 岡田智؛ بالكانا: おかだ さとる) هو مهندس ياباني، ولد في القرن العشرين.